# Stazione di Sitges
La stazione di Sitges è una stazione ferroviaria situata nel comune di Sitges, nella provincia di Barcellona, in Catalogna.
Offre un servizio di treni a media percorrenza, e fa parte della Linea R2 Sur della Cercanías di Barcellona.
La stazione fu inaugurata il 29 dicembre del 1881 con la linea Barcelona-Villanueva y Geltrú.